# Erna Mandowsky
Erna Mandowsky (geboren 19. November 1906 in Hamburg; gestorben 2003 in Seattle) war eine deutsch-britische Kunsthistorikerin. 

## Leben
Erna Mandowsky war eine Tochter des Hamburger Apothekers Max Mandowsky und der Paula Wienskowitz. Ihr Vater starb gedemütigt und entrechtet 1938. Ihre Mutter und die Schwester Annelise wurden 1941 in das besetzte Riga deportiert und wurden dort Opfer des Holocaust. Die Schwester Charlotte arbeitete beim Anschluss Österreichs 1938 als Ärztin in Wien und starb 1941 unter dem Druck der Verfolgung, ihrem Mann Simon Hochberger gelang die Flucht nach England.
Mandowsky besuchte die Klosterschule St. Johannis und die Lichtwarkschule. Sie studierte mit Unterbrechung ab 1926 Kunstgeschichte, Archäologie und Historische Hilfswissenschaften in Hamburg, München und Paris. Für ihre Dissertation „Untersuchungen zur Iconologie des Cesare Ripa“, betreut durch Fritz Saxl, hielt sie sich 1932/33 in Italien auf. Das Rigorosum hatte sie 1934 in Hamburg bei dem nach der Machtübergabe an die Nationalsozialisten zum Institutsleiter ernannten Nationalsozialisten Werner Burmeister. Als Nichtarierin hatte sie keine Berufsaussichten und emigrierte nach England. 
Um trotz Arbeitsverbot für Immigranten einen Lebensunterhalt zu finden, bildete sie sich in der Fotografie weiter, war aber lange Zeit arbeitslos und hielt sich mit Privatunterricht über Wasser, ab 1942 hatte sie eine Stelle als Hilfskraft beim Aslib Microfilm Service, der Zeitungen und Zeitschriften für den Informationsaustausch zwischen den Alliierten verfilmte, später beim CMLB, der medizinische Zeitschriften verfilmte. Diese Arbeit übte sie bis 1948 aus, als sie ein Stipendium der American Association of University Women für einen einjährigen Forschungsaufenthalt in der Fiorentiner Medici Sammlung erhielt. 1948 wurde sie die britische Staatsbürgerin, 1967 auch US-amerikanische.
Von 1949 an gab sie Kurse in Kunstgeschichte an den Universitäten London und Oxford, 1953 war sie zu einer Gastprofessur an schwedischen Universitäten eingeladen. 
Zusammen mit Charles Mitchell veröffentlichte sie 1963 die erste größere Publikation über Pirro Ligorio, einen  Sammler ikonologischer Bildvorlagen aus Antike und Mittelalter. 1967 übersiedelte sie in die USA, wo sie 1967/68 als Gastprofessorin am Dickinson College in Carlisle und 1968 bis 1972 als Associate Professor an der University of Oklahoma in Norman arbeitete. 1973 war sie in Vancouver an der University of British Columbia (UBC) tätig. Mandowsky lehrte italienische Renaissancekunst, Manierismus und Barock, vorzugsweise aber die europäische Kunst des 20. Jahrhunderts. Sie blieb am Pazifik haften und wohnte fortan in Seattle.

## Schriften (Auswahl)
- Ein ikonographischer Beitrag zu Martino da Udine´s Kupferstich „Trinfo della Luna“. In: Festschrift für Walter Friedlaender zum 60. Geburtstag 10.3.1933. 1933 ms.
- Untersuchungen zur Iconologie des Cesare Ripa.  Dissertation. Privatdruck, Hamburg, 1934.
- The Origin of the Milky Way in the National Gallery. The Burlington Magazine, Februar 1938, S. 88–93
- Ricerche intorno all Iconologia di Cesare Ripa’. La Bibliofilia, XLI, Hefte 1–2, 3, 5–6, 7–8, Florenz, 1939
- Reynolds’ conceptions of Truth. The Burlington Magazine, Dezember, 1940, S. 195–201
- Two Menelaos and Patroclus replicas in Florence and Joshua Reynolds ‘contribution’. The Art Bulletin, Juni, 1946, S. 115–118
- The Bust of the ‘Dying Alexander’. The Burlington Magazine, August, 1950, S. 231–232
- Review: H. Gernsheim, ‘Focus in Architecture and Sculpture’. The Burlington Magazine, Dezember, 1950
- Some notes on the early history of the Medicean Niobides. Gazette des Beaux-Arts, 41,  April, 1953, S. 251–264
- Review: V. Fürst and L. D.’Arcy, “Versailles”. The Burlington Magazine, Mai, 1953
- Some observations on Pyrrho Liogorio’s drawings of Roman Monuments in Cod. B. XIII. 7 at Naples. Rendiconti della Pontificia Accademia Romana di Archaelogia, XXVIII, 1952–54, S. 335–358 ZDB-ID 203801-8
- An unknown drawing for Cavalieri’s Antiquarum Statuarum Urbis Romae. Gazette des Beaux-Arts, Nr. 45, 1955, S. 313–320
- Mangudens triumf. Symbolister, I, Tidskrift  för konstvetenskap, XXX, Alhems Förlag, Malmö, 1957
- Pirro Ligorio’s illustrations to Aesop’s Fables. Journal of the Warburg and Courtauld Institutes, XXIV, 3–4, 1961, S. 327–331
- mit Charles Mitchell (Hrsg.): Pirro Ligorio's Roman Antiquities. The Drawings in MS XIII. B. 7 in the National Library in Naples. Warburg Institute, London 1963
- (Hrsg.): Introduction to Re-Print of Cesare Ripa’s Iconologia, Roma, 1603. Georg Olms, Hildesheim, 1970
- Old Master Drawings. Seattle Art Museum Collection Guide. The Seattle Art Museum. 1980